# Dikris
Pour les articles homonymes, voir Tigre.
Dikris, « Le Tigre » en arménien, est un journal américain de langue arménienne, fondé à New York par Haïgaz Eghinian et Thomas Tcharsadjian en 1899.
Il tire son nom du fleuve Tigre et est lancé en concurrence à Yéprad (Euphrate).
Des dissensions apparaissent entre les deux fondateurs : Eghinian est Hentchak (« indépendantiste »), et Tcharsadjian Dachnak (« autonomiste »). Eghinian reste seul à la tête du journal, qui est repris en 1906 par un Hentchak, qui le renomme Tsaïn Haïréniats.

### Sources
- Sur la presse arménienne aux États-Unis :
- Le Tigre. Groupe de presse. N° 11 (26 mai-1er juin 2006), p 24